# 右翼独裁
右翼独裁（英語：或），又称右翼威权主义（right-wing authoritarianism），是一种遵循右翼政策的独裁政权，有时甚至是极权主义政权。右翼独裁政权的典型特征是诉诸传统主义、保护法律和秩序以及鼓吹民族主义，并根据维护保守现状（通常反对共产主义）的需要为其上台辩护。右翼独裁的例子包括葡萄牙新国家、西班牙弗朗西斯科·佛朗哥独裁和一些在冷战期间统治拉丁美洲国家的军事独裁（如奥古斯托·皮诺切特领导下的智利军政府）。

## 特征

### 军事独裁
南美右翼独裁政权被认为是右翼独裁政权的典型案例。这些政权主要是军政府，其中大部分在1980年代垮台。共产主义国家通常由文职政府领导。但也有例外，包括缅甸式社会主义（1966–1988）、波兰人民共和国救国军事委员会（1981–1983）戒严或朝鲜在金日成统治期间的演变。

### 宗教的作用
强大的政教联盟政策通常被称为教权法西斯主义。支持天主教的独裁政权包括葡萄牙新国家政权（1933-1974）和奥地利联邦国（1934-1938）。穆斯林世界也存在教权独裁，包括伊朗伊斯兰共和国和阿富汗伊斯兰酋长国。沙特阿拉伯或梵蒂冈城的神权绝对君主制也与上述政权有许多相似之处。其中许多是由精神领袖领导的，例如約瑟夫·蒂索牧师领导下的斯洛伐克共和国或伊朗霍梅尼（1979–1989）和哈梅内伊（1989–现在）。 一些右翼独裁政权，如纳粹德国，公开敌视某些宗教。

## 延伸阅读
- Schmitz, David F. . Chapel Hill: University of North Carolina Press. 1999. ISBN 0807847739. OCLC 901305850.
- Schmitz, David F. . Cambridge: Cambridge University Press. 2006. ISBN 0521678536. OCLC 61295816.